# جوسيف سيبر
جوسيف سيبر (بالألمانية: Josef Sieber)‏ (و. 1900 – 1962 م) هو ممثل مسرحي، وممثل أفلام ألماني، ولد في فيتن، توفي في هامبورغ، عن عمر يناهز 62 عاماً.

## وصلات خارجية
- جوسيف سيبر على موقع IMDb (الإنجليزية)
- جوسيف سيبر على موقع مونزينجر (الألمانية)
- جوسيف سيبر على موقع ألو سيني (الفرنسية)
- جوسيف سيبر على موقع ميوزك برينز (الإنجليزية)
- جوسيف سيبر على موقع أول موفي (الإنجليزية)
- جوسيف سيبر على موقع قاعدة بيانات الأفلام السويدية (السويدية)
- جوسيف سيبر على موقع ديسكوغز (الإنجليزية)
- جوسيف سيبر على موقع قاعدة بيانات الفيلم (الإنجليزية)
- جوسيف سيبر على موقع كينوبويسك (الروسية)